# Chapelle-d’Huin
Chapelle-d’Huin ist eine französische Gemeinde mit 534 Einwohnern (Stand: 1. Januar 2022) im Département Doubs in der Region Bourgogne-Franche-Comté.

## Geographie
Chapelle-d’Huin liegt auf 780 m über dem Meeresspiegel, etwa 15 Kilometer westlich der Stadt Pontarlier (Luftlinie). Das Bauerndorf erstreckt sich im Jura, in einer Mulde im nördlichen Randbereich des weiten Hochplateaus von Arlier (Pontarlier-Frasne). 
Die Fläche des 23,71 km² großen Gemeindegebiets umfasst einen Abschnitt des französischen Juras. Der Hauptteil des Gebietes wird vom Hochplateau von Arlier eingenommen, das durchschnittlich auf 820 m liegt. Es ist überwiegend von Wiesland bedeckt, zeigt aber auch einige Waldflächen. Der nördliche Randbereich dieses Plateaus kennzeichnet sich durch verschiedene Mulden und oberirdisch abflusslose Senken, darunter der Creux du Vieillon, die Mulde von Chapelle-d’Huin und die Senke von La Chaux, die nach Norden zum tiefer gelegenen Plateau von Levier überleitet. Das gesamte Gebiet besitzt keine oberirdischen Fließgewässer, weil das Niederschlagswasser im verkarsteten Untergrund versickert. Im Nordwesten reicht der Gemeindeboden auf den breiten Höhenrücken des Bois de la Chapelle, auf dem mit 894 m die höchste Erhebung von Chapelle-d’Huin erreicht wird. Nach Osten erstreckt sich das Gemeindeareal bis zur Combe d’Orgeval und in das Waldgebiet Bois de Byans (851 m).
Zu Chapelle-d’Huin gehören neben dem eigentlichen Ort auch einige Weiler und Einzelhöfe, darunter:
- La Chaux (730 m) in einer Senke am Ostfuß des Bois de la Chapelle
- Le Souillot (825 m) am Rand des Plateaus von Arlier

Nachbargemeinden von Chapelle-d’Huin sind Levier und Septfontaines im Norden, Val-d’Usiers und Chaffois im Osten, Bannans,  Bulle, La Rivière-Drugeon und Dompierre-les-Tilleuls im Süden sowie Boujailles im Westen.

## Geschichte
Im Mittelalter hatten das Haus Chalon und die Herrschaft Montbenoît Anteil am Gemeindegebiet von Chapelle-d’Huin. Zusammen mit der Franche-Comté gelangte das Dorf mit dem Frieden von Nimwegen 1678 an Frankreich. Seit 2002 ist Chapelle-d’Huin Mitglied des 11 Ortschaften umfassenden Gemeindeverbandes Communauté de communes Altitude 800.

## Sehenswürdigkeiten
Die Kirche Notre-Dame de l’Assomption wurde im 15. Jahrhundert im gotischen Flamboyantstil erbaut und von 1775 bis 1783 restauriert und umgestaltet. In den Weilern La Chaux und Le Souillot befindet sich je eine Kapelle. Im Ortskern von Chapelle-d’Huin sind zahlreiche Bauernhäuser im charakteristischen Stil des Haut-Doubs aus dem 18. und 19. Jahrhundert erhalten.

## Bevölkerung
| Jahr                       | 1962 | 1968 | 1975 | 1982 | 1990 | 1999 | 2006 | 2016 |
| Einwohner                  | 385  | 320  | 252  | 278  | 297  | 351  | 379  | 510  |
| Quellen: Cassini und INSEE |      |      |      |      |      |      |      |      |

Mit 534 Einwohnern (1. Januar 2022) gehört Chapelle-d’Huin zu den kleinen Gemeinden des Départements Doubs. Nachdem die Einwohnerzahl in der ersten Hälfte des 20. Jahrhunderts markant abgenommen hatte (1886 wurden noch 711 Personen gezählt), wurde seit Mitte der 1970er Jahre wieder ein deutliches Bevölkerungswachstum verzeichnet.

## Wirtschaft und Infrastruktur
Chapelle-d’Huin war bis weit ins 20. Jahrhundert hinein ein vorwiegend durch die Landwirtschaft, insbesondere Milchwirtschaft und Viehzucht, sowie durch die Forstwirtschaft geprägtes Dorf. Daneben gibt es heute einige Betriebe des lokalen Kleingewerbes, unter anderem in der Branche der Holzverarbeitung. Mittlerweile hat sich das Dorf auch zu einer Wohngemeinde gewandelt. Viele Erwerbstätige sind Wegpendler, die in den größeren Ortschaften der Umgebung ihrer Arbeit nachgehen.
Die Ortschaft liegt abseits der größeren Durchgangsstraßen, ist aber von der Départementsstraße D72, die von Pontarlier nach Salins-les-Bains führt, leicht erreichbar. Weitere Straßenverbindungen bestehen mit Boujailles, Levier und Septfontaines.